# Mimomenyllus ochreithorax
Mimomenyllus ochreithorax är en skalbaggsart som beskrevs av Stefan von Breuning 1978. Mimomenyllus ochreithorax ingår i släktet Mimomenyllus och familjen långhorningar. Inga underarter finns listade i Catalogue of Life.